# Fall 2 (performance Basa Jana Adera)
Fall 2 (pol. Upadek 2) – performance autorstwa Basa Jana Adera z 1970 roku.

## Opis i interpretacja
Bas Jan Ader był holenderskim artystą, który na początku lat 60. wyemigrował do Stanów Zjednoczonych. Fall 2 był drugim z serii performance'ów, na których uwieczniał wyreżyserowane przez siebie upadki. Pierwszy z nich polegał na rzuceniu się z dachu jego domu w Los Angeles. Drugi Upadek rozgrywa się w Amsterdamie, stolicy rodzimego kraju artysty, w którym uczęszczał do Rietveld Academy. Bas Jan Ader jedzie na rowerze wzdłuż jednego z amsterdamskich kanałów. W pewnym momencie kieruje się w stronę rzeki, w którą bezwiednie wpada, po czym znika w nieprzejrzystej toni wody. Tak jak wszystkie Upadki Adera, tak i ten wyraża słabość człowieka i jego nieuchronną klęskę wobec sił, nad którymi nie jest w stanie zapanować - w tym wypadku grawitacji. Jeden z rozmówców Rene'go Daaldera w wyreżyserowanym przez niego filmie dokumentalnym pt. Here Is Always Somewhere Else podkreśla, że najważniejszy w nagraniu jest moment, gdy rower ześlizguje się z kanału, a bohater zmierza w kierunku wody. W tej chwili nie posiada żadnej kontroli nad swoim życiem, jest zdany całkowicie na siły na niego działające. 
W jednym z wywiadów Ader nie zezwolił, by jego performance traktować jako body art. Argumentował, że o ile efekt dzieła w przypadku body artu jest wykreowany, to Upadek jest bezwiedny - Ader nie odgrywa swojego upadku, to grawitacja przejmuje nad nim władzę i ściąga do kanału.
Performance został uwieczniony przez żonę artysty, Mary Sue Andersen-Ader na trwającym 19 sekund, czarno-białym, niemym filmie nagranym na taśmie o szerokości 16 mm. W późniejszych czasach dzieło było odgrywane lub reinterpretowane przez innych artystów.